# Catena delle Aleutine
La catena delle Aleutine è una delle principali catene montuose del sud-ovest dell'Alaska, che si estende dal lago Chakachamna (130 km a sud-ovest di Anchorage) all'isola di Unimak, sulla punta della penisola di Alaska. 
Essa comprende tutte le montagne della penisola ed una delle caratteristiche principali è il gran numero di vulcani attivi. La parte continentale della gamma si estende per 1.000 km di lunghezza; le Isole Aleutine sono (geologicamente) una porzione sommersa occidentale della catena che si estende per ulteriori 1.600 km. Tuttavia la denominazione ufficiale di Aleutian Range comprende esclusivamente la terraferma e le vette dell'isola di Unimak. 
La catena è quasi interamente priva di strade, e il parco nazionale e riserva di Katmai, che è il principale parco nazionale della regione, dev'esser raggiunto in barca o in aereo.